# Claude Ballot-Léna

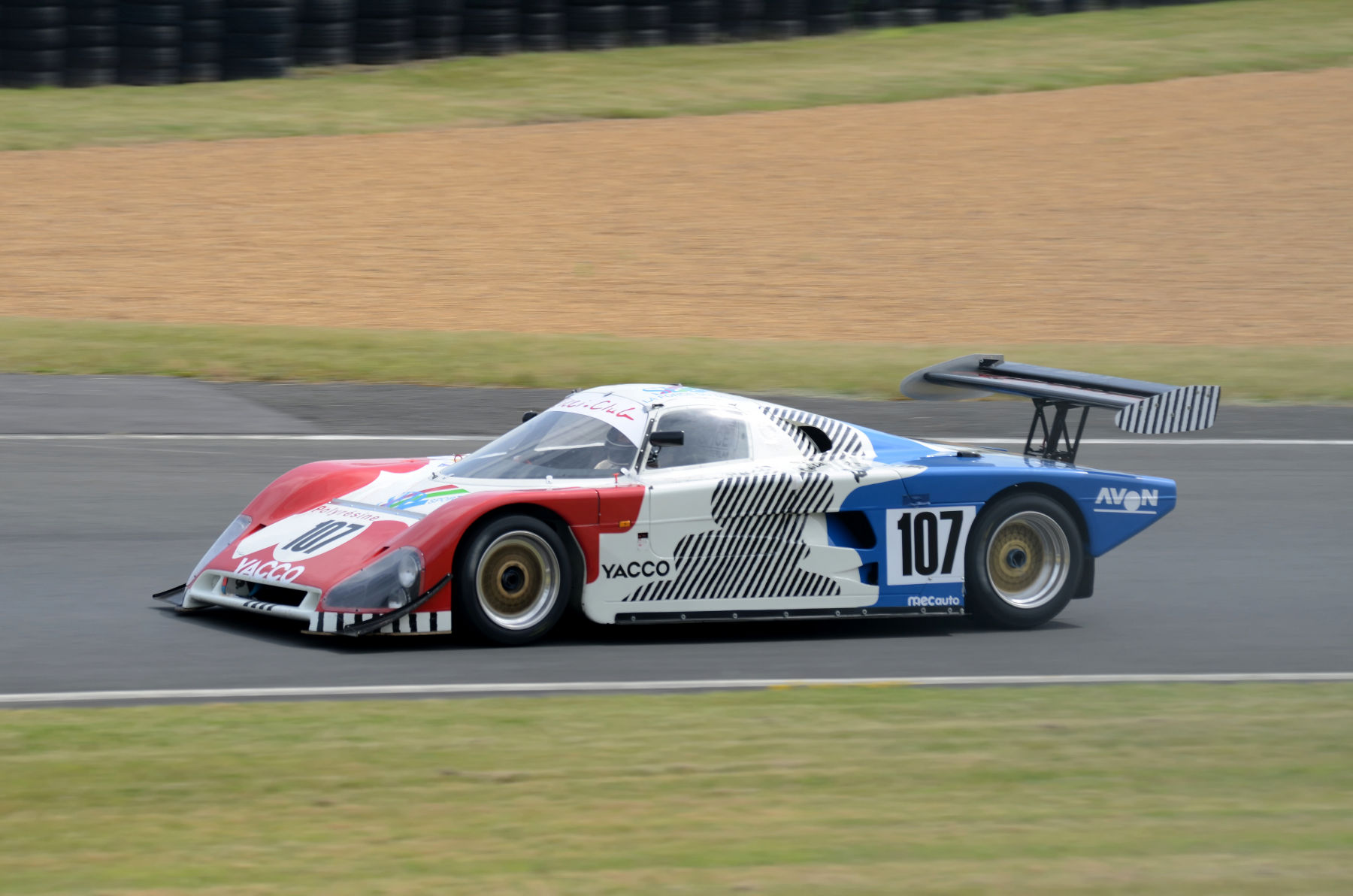
La Spice SE88C con cui ha corso a Le Mans nel 1989

Claude Ballot-Léna (Parigi, 4 agosto 1936 – Garches, 5 dicembre 1999) è stato un pilota automobilistico francese, che ha partecipato a 24 edizioni della 24 Ore di Le Mans dal 1965 al 1989 (ad eccezione del 1987).

## Palmarès
- 1969: vincitore della 24 Ore Spa
- 1983: vincitore della 24 Ore di Daytona
- 1970, 1972, 1973, 1977, 1981, 1985, 1986: vincitore di classe alla 24 Ore di Le Mans